# دولنی رادکووتسی
دولنی رادکووتسی (به بلغاری: Dolni Radkovtsi) یک منطقهٔ مسکونی در بلغارستان است که در تریاونا واقع شده‌است.